# Divoký potok (přítok Úhlavy)
Divoký potok je pravostranný přítok řeky Úhlavy v okrese Plzeň-jih v Plzeňském kraji. Délka toku činí 9,2 km. Plocha povodí měří 23,2 km².

## Průběh toku
Potok pramení jižně od Libákovic v nadmořské výšce okolo 560 m. Na horním toku směřuje nejprve na sever. Protéká západní částí výše zmíněné vsi, kde napájí místní rybník. Od Libákovic se postupně stáčí na severozápad k obci Řenče, kterou protéká a dále ke vsi Vodokrty, kde přijímá zprava Osecký potok. Od Vodokrt proudí na západ až severozápad k Dolní Lukavici. Jihovýchodně od Dolní Lukavice se vlévá do řeky Úhlavy na jejím 26,7 říčním kilometru v nadmořské výšce okolo 345 m.

### Větší přítoky
- Osecký potok, zprava, ř. km 3,9